# Ладден (Північна Дакота)
Ладден (англ. Ludden) — місто (англ. city) в США, в окрузі Дікі штату Північна Дакота. Населення — 15 осіб (2020).

## Географія
Ладден розташований за координатами 46°0′29″ пн. ш. 98°7′31″ зх. д. / 46.00806° пн. ш. 98.12528° зх. д. (46.007934, -98.125301).  За даними Бюро перепису населення США в 2010 році місто мало площу 2,00 км², з яких 1,99 км² — суходіл та 0,01 км² — водойми.

## Демографія
Згідно з переписом 2010 року, у місті мешкали 23 особи в 13 домогосподарствах у складі 7 родин. Густота населення становила 11 осіб/км².  Було 19 помешкань (9/км²).
Расовий склад населення:
| - 100,0 % — білих |

До двох чи більше рас належало 0,0 %. Частка іспаномовних становила 0,0 % від усіх жителів.
За віковим діапазоном населення розподілялося таким чином: 13,0 % — особи молодші 18 років, 52,2 % — особи у віці 18—64 років, 34,8 % — особи у віці 65 років та старші. Медіана віку мешканця становила 59,8 року. На 100 осіб жіночої статі у місті припадало 155,6 чоловіків;  на 100 жінок у віці від 18 років та старших — 150,0 чоловіків також старших 18 років.
Середній дохід на одне домашнє господарство  становив 88 700 доларів США (медіана — 61 250), а середній дохід на одну сім'ю — 103 536 доларів (медіана — 88 125). 
Цивільне працевлаштоване населення становило 16 осіб. Основні галузі зайнятості: виробництво — 56,3 %, освіта, охорона здоров'я та соціальна допомога — 12,5 %, транспорт — 6,3 %, фінанси, страхування та нерухомість — 6,3 %.